# Peperomia vulcanica
Peperomia vulcanica  es una especie fanerógama de uno de los dos grandes géneros de la familia de las piperáceas. Es originaria de África.

## Descripción
Es una planta herbácea erecta, con raíces en los nudos, y con ramas laterales que alcanzan los 20-30 cm de altura.

## Distribución y hábitat
Se encuentra en las nebliselvas en las rocas, rara vez como epífita; a una altitud de 250-2400 m en Santo Tomé y Príncipe, Annobón y Liberia.